# Bañados de Figueroa
La Reserva provincial Bañados de Figueroa es un área protegida que abarca una superficie de 60 000 ha.  situada en los departamentos de Figueroa y Alberdi, en la provincia de Santiago del Estero, Argentina, en torno aproximadamente a la posición 27°22′S 63°37′O / -27.367, -63.617.

## Características generales
El área natural Bañados de Figueroa se encuentra en la región centro-norte de la provincia de Santiago del Estero, a poco menos de 100 km de la capital, y unos 20 km de la localidad de Caspi Corral. Se extiende a ambos lados del Río Salado e incluye el lago formado por el dique Figueroa.
La reserva fue creada mediante la ley provincial n.º 6381 del año 1997, en el marco de las disposiciones generales relativas al medio ambiente definidas en la ley provincial n.º 5787 del año 1989. Hasta finales del 2015, no habían sido desarrolladas las medidas de administración y control propias de la implementación de un área protegida.
El relativo aislamiento y cierta dificultad de acceso causan que la reserva sea poco conocida. Básicamente, es visitada por científicos y estudiantes, grupos de observadores de aves y pescadores deportivos.

## Ambiente
La reserva Bañados de Figueroa pertenece a la región del chaco semiárido. Dentro de esta gran región, la reserva se extiende en una planicie conformada por esteros, bañados, pequeñas lagunas y terrenos bajos que pueden estar cubiertos por agua superficial o expuestos.
El clima es seco, con altas temperaturas en verano y mínimas de -5 °C en invierno, con muy escasas precipitaciones en época estival.
Los Bañados de Figueroa forman parte de las AICAs (Áreas importantes para la conservación de las aves) de la provincia de Santiago del Estero.

## Flora
La cubierta vegetal está caracterizada por juncos, totoras y otras especies de hábito acuático. En las partes más altas, normalmente secas, existen algunos pastizales de gramíneas y especies características de la región, como el quebracho colorado santiagueño (Schinopsis lorentzii) que alterna con el quebracho blanco (Aspidosperma quebracho-blanco), el itín (Prosopis kuntzei), el mistol Ziziphus mistol, el garabato (Acacia praecox), la brea (Parkinsonia praecox) y el algarrobo (Prosopis).

## Fauna

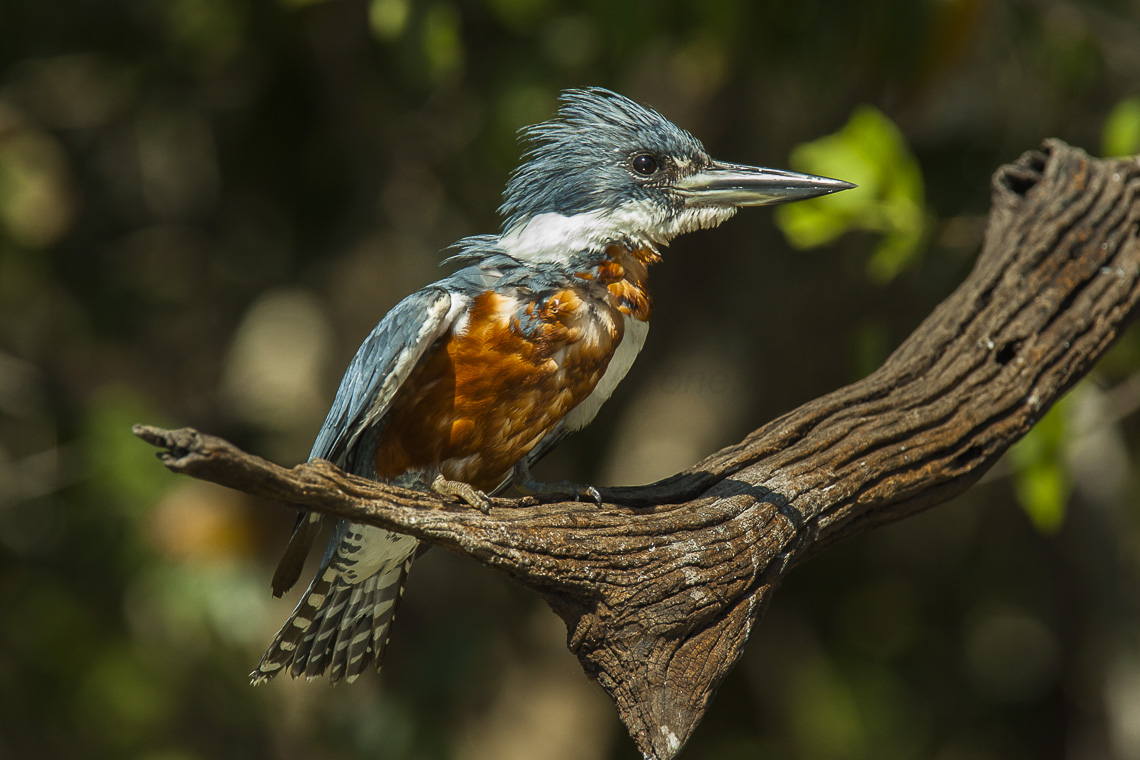
Martín pescador grande (Megaceryle torquata).

La región presenta la fauna característica de ambiente de bañado o estero, por ejemplo coipos (Myocastor coypus) y en menor medida carpinchos (Hydrochoerus hydrochaeris). En los cursos de agua existe variedad de peces, algunos vinculados a la actividad deportiva y otros de cierta relevancia en términos de consumo para los pobladores cercanos, por ejemplo, el dorado (Salminus brasiliensis) y el sábalo (Prochilodus lineatus).
Las condiciones de ambiente húmedo, relativo aislamiento y ubicación geográfica en una de las rutas de migración, hace que esta zona sea especialmente destacada por su riqueza ornitológica, tanto por la variedad de especies como por la abundante población de algunas de ellas.
Existen registros de la presencia de 57 especies pertenecientes a 27 familias diferentes. Entre ellas el macá pico grueso (Podilymbus podiceps), la aninga (Anhinga anhinga), la garza mora (Ardea cocoi), el hocó colorado (Tigrisoma lineatum), flamenco austral (Phoenicopterus chilensis), chajá (Chauna torquata), coscoroba (Coscoroba coscoroba), aguilucho colorado (Buteogallus meridionalis), chuña patas negras (Chunga burmeisteri), calancate común (Thectocercus acuticaudatus), martín pescador grande (Megaceryle torquata), mediano (Chloroceryle amazona) y chico (Chloroceryle americana), 	churrinche (Pyrocephalus rubinus), chororó (Taraba major) y monterita canela (Poospiza ornata), entre muchos otros.
Dentro de la reserva se han hallado 7 especies amenazadas a nivel mundial: el ñandú (Rhea americana), el flamenco austral (Phoenicopterus chilensis), el flamenco andino (Phoenicopterus andinus), el águila coronada (Harpyhaliaetus coronatus), el canastero enano (Spartonoica maluroides), el tachurí canela (Polystictus pectoralis) y el doradito tucumano (Pseudocolopteryx dinelliana).